# Saint-Pierre (Bas-Rhin)
Pour les articles homonymes, voir Saint-Pierre.
Saint-Pierre (Sàm-Peeter en alsacien) est une commune française située dans la circonscription administrative du Bas-Rhin et, depuis le 1er janvier 2021, dans le territoire de la Collectivité européenne d'Alsace, en région Grand Est.
Cette commune se trouve dans la région historique et culturelle d'Alsace.
Ses habitants sont appelés les Saint-Pierrois.

## Géographie
Saint-Pierre fait partie du canton d'Obernai et de l'arrondissement de Sélestat-Erstein. Le village, arrosé par l'Andlau, se trouve à 4 km d'Eichhoffen et à 2 km de Stotzheim. La commune comporte un écart, Ittenwiller.
| Mittelbergheim | Barr         | Zellwiller |
|                | Saint-Pierre |            |
| Eichhoffen     | Epfig        | Stotzheim  |

### Hydrographie
La commune est dans le bassin versant du Rhin au sein du bassin Rhin-Meuse. Elle est drainée par l'Andlau, le ruisseau le Muhlbach de Stotzheim et le ruisseau Pflintzgraben,.
L'Andlau, d'une longueur de 42 km, prend sa source dans la commune de Le Hohwald et se jette  dans l'Ill à Illkirch-Graffenstaden, après avoir traversé 21 communes. Les caractéristiques hydrologiques de l'Andlau sont données par la station hydrologique située sur la commune d'Andlau. Le débit moyen mensuel est de 0,76 m3/s. Le débit moyen journalier maximum est de 17,8 m3/s, atteint lors de la crue du 15 février 1990. Le débit instantané maximal est quant à lui de 25,5 m3/s, atteint le même jour.

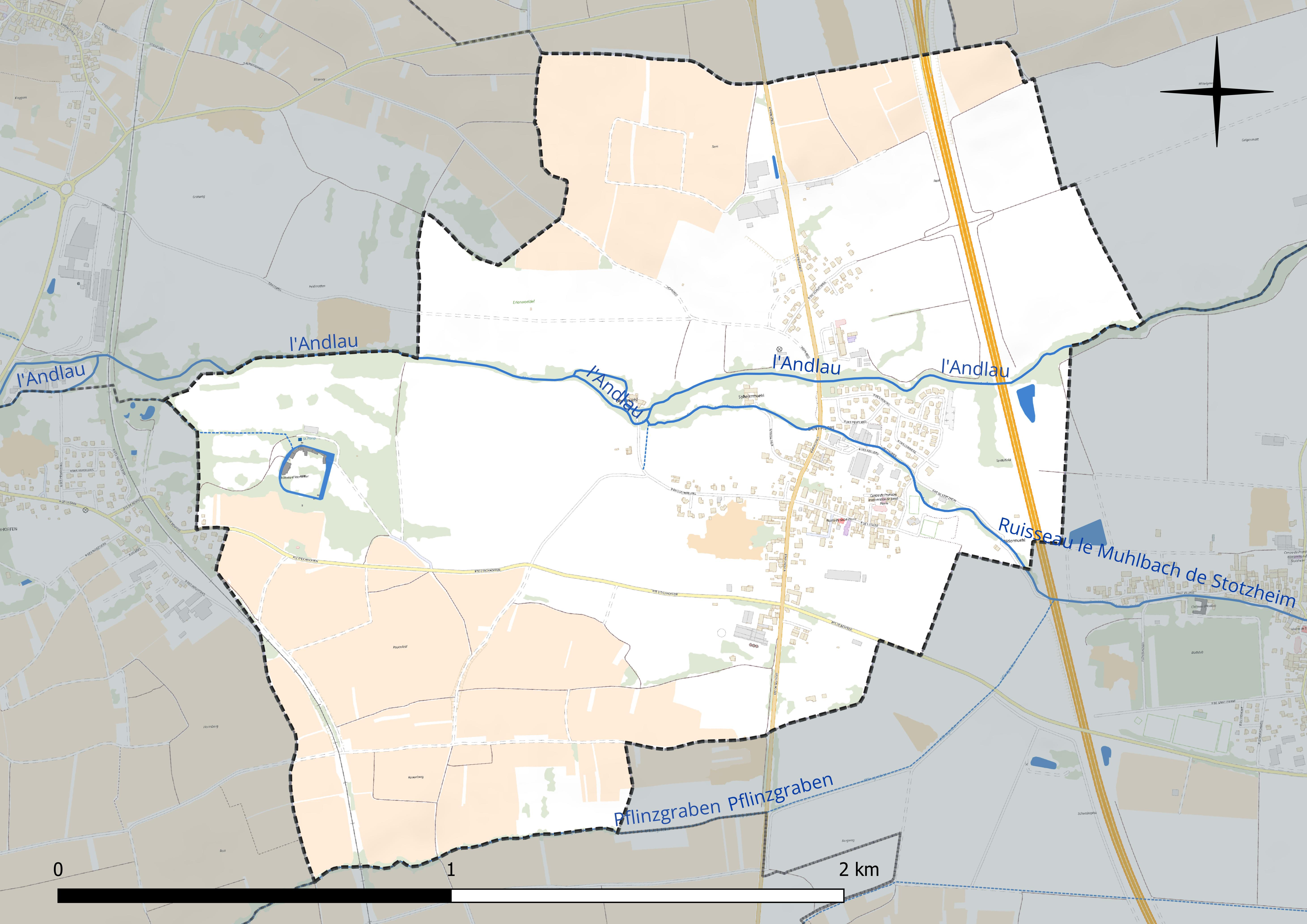
Réseau hydrographique de Saint-Pierre.

### Climat
Pour des articles plus généraux, voir Climat du Grand Est et Climat du Bas-Rhin.
En 2010, le climat de la commune est de type climat des marges montargnardes, selon une étude du Centre national de la recherche scientifique s'appuyant sur une série de données couvrant la période 1971-2000. En 2020, Météo-France publie une typologie des climats de la France métropolitaine dans laquelle la commune est exposée à un climat semi-continental et est dans une zone de transition entre les régions climatiques « Vosges » et « Alsace ». 
Pour la période 1971-2000, la température annuelle moyenne est de 10,5 °C, avec une amplitude thermique annuelle de 17,9 °C. Le cumul annuel moyen de précipitations est de 513 mm, avec 7,2 jours de précipitations en janvier et 9,9 jours en juillet. Pour la période 1991-2020, la température moyenne annuelle observée sur la station météorologique de Météo-France la plus proche, « Le Hohwald_sapc », sur la commune du Hohwald à 11 km à vol d'oiseau, est de 8,8 °C et le cumul annuel moyen de précipitations est de 1 129,1 mm. 
La température maximale relevée sur cette station est de 35,6 °C, atteinte le 25 juillet 2019 ; la température minimale est de −20,5 °C, atteinte le 7 février 1991,,. 
Les paramètres climatiques de la commune ont été estimés pour le milieu du siècle (2041-2070) selon différents scénarios d'émission de gaz à effet de serre à partir des nouvelles projections climatiques de référence DRIAS-2020. Ils sont consultables sur un site dédié publié par Météo-France en novembre 2022.

## Urbanisme

### Typologie
Au 1er janvier 2024, Saint-Pierre est catégorisée bourg rural, selon la nouvelle grille communale de densité à sept niveaux définie par l'Insee en 2022.
Elle est située hors unité urbaine. Par ailleurs la commune fait partie de l'aire d'attraction de Strasbourg (partie française), dont elle est une commune de la couronne,. Cette aire, qui regroupe 268 communes, est catégorisée dans les aires de 700 000 habitants ou plus (hors Paris),.

### Occupation des sols
L'occupation des sols de la commune, telle qu'elle ressort de la base de données européenne d’occupation biophysique des sols Corine Land Cover (CLC), est marquée par l'importance des territoires agricoles (83,7 % en 2018), en diminution par rapport à 1990 (85,9 %). La répartition détaillée en 2018 est la suivante : 
terres arables (44 %), cultures permanentes (31,3 %), zones urbanisées (16,3 %), prairies (8,4 %). L'évolution de l’occupation des sols de la commune et de ses infrastructures peut être observée sur les différentes représentations cartographiques du territoire : la carte de Cassini (XVIIIe siècle), la carte d'état-major (1820-1866) et les cartes ou photos aériennes de l'IGN pour la période actuelle (1950 à aujourd'hui).

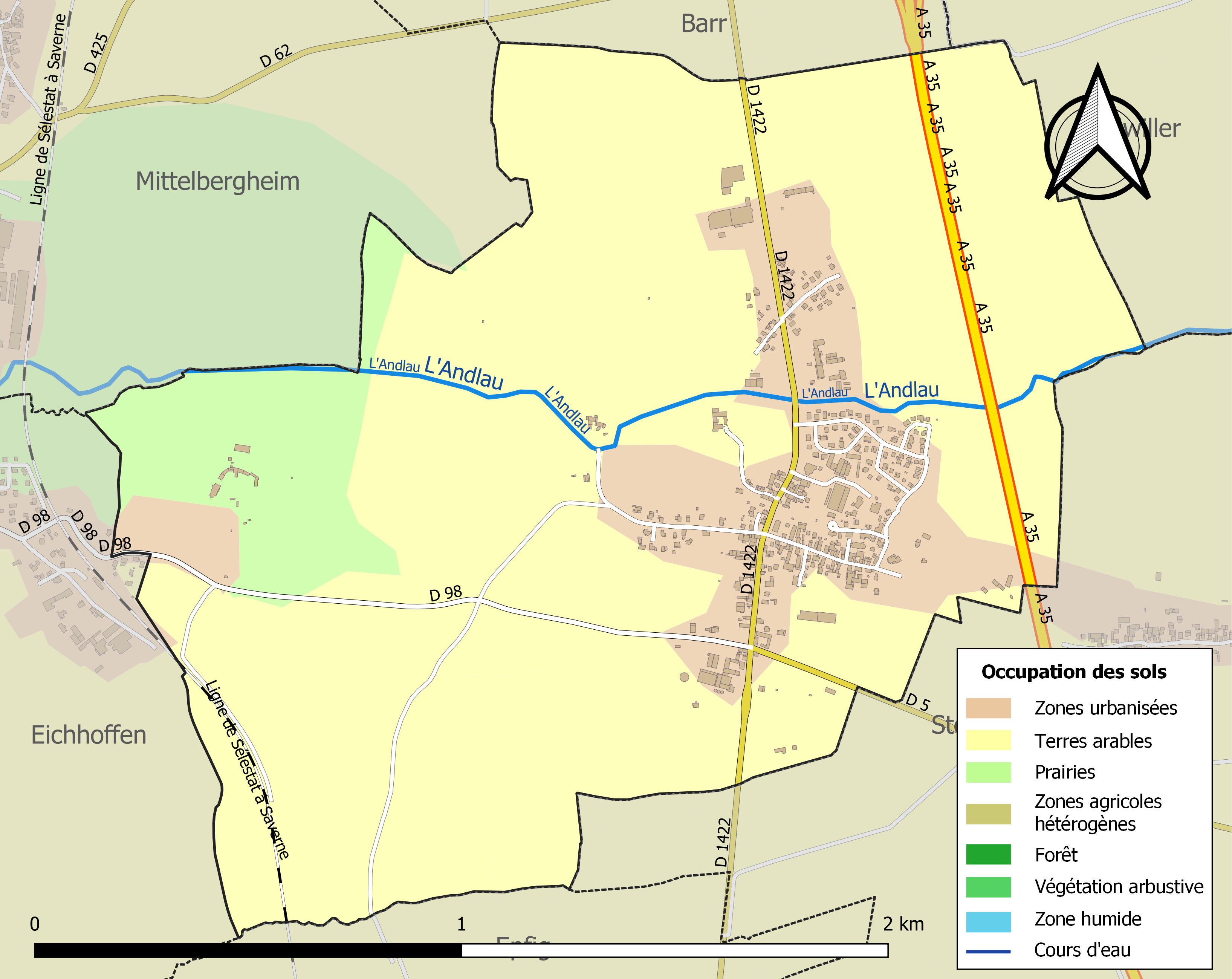
Carte des infrastructures et de l'occupation des sols de la commune en 2018 (CLC).

## Histoire
Des vestiges de l'époque romaine, notamment un atelier de poterie, ont été découverts à Ittenwiller, annexe de Saint-Pierre. Pendant tout le Moyen Âge le bourg appartient à l'évêque de Strasbourg. Au cours du XIXe siècle, l'Andlau est aménagé afin d'alimenter plusieurs moulins, une tannerie, des scieries et une fabrique de parquets. Située dans la plaine, le village vit essentiellement de la polyculture, en particulier la plantation du tabac et de vigne d'appellation d'origine contrôlée. À 1 km se trouve Ittenwiller, qui dépend de la commune de Saint-Pierre. Il existait autrefois dans ce hameau un prieuré de l'ordre de Saint-Augustin, fondé en 1137 par un chanoine de l'église de Strasbourg, nommé Conrad. Il fut ruiné pendant la guerre des paysans et forme aujourd'hui une propriété particulière.
Au cours de la période révolutionnaire de la Convention nationale, la commune a porté le nom d'Oberstossen.

### Héraldique
| Blason de Saint-Pierre (Bas-Rhin) | Blason  | D'azur au senestrochère d'or mouvant du flanc dextre, tenant une clef contournée d'argent en pal. |
| Blason de Saint-Pierre (Bas-Rhin) | Détails |                                                                                                   |

## Politique et administration
| Période                                  | Période                   | Identité                                   | Étiquette | Qualité                                          |
| ---------------------------------------- | ------------------------- | ------------------------------------------ | --------- | ------------------------------------------------ |
| avant 1995                               | 2014                      | Alfred Becker                              | UMP-LR    | Conseiller général du canton de Barr (1988-2015) |
| 2014                                     | En cours (au 31 mai 2020) | Denis Ruxer Réélu pour le mandat 2020-2026 | DVD       | Agent technique                                  |
| Les données manquantes sont à compléter. |                           |                                            |           |                                                  |

## Démographie
L'évolution du nombre d'habitants est connue à travers les recensements de la population effectués dans la commune depuis 1793. Pour les communes de moins de 10 000 habitants, une enquête de recensement portant sur toute la population est réalisée tous les cinq ans, les populations de référence des années intermédiaires étant quant à elles estimées par interpolation ou extrapolation. Pour la commune, le premier recensement exhaustif entrant dans le cadre du nouveau dispositif a été réalisé en 2005.

En 2022, la commune comptait 612 habitants, en évolution de −5,56 % par rapport à 2016 (Bas-Rhin : +3,17 %, France hors Mayotte : +2,11 %).
| 1793 | 1800 | 1806 | 1821 | 1831 | 1836 | 1841 | 1846 | 1851 |
| ---- | ---- | ---- | ---- | ---- | ---- | ---- | ---- | ---- |
| 291  | 382  | 332  | 392  | 382  | 467  | 436  | 486  | 506  |

| 1856 | 1861 | 1866 | 1871 | 1875 | 1880 | 1885 | 1890 | 1895 |
| ---- | ---- | ---- | ---- | ---- | ---- | ---- | ---- | ---- |
| 505  | 494  | 485  | 470  | 428  | 422  | 364  | 366  | 359  |

| 1900 | 1905 | 1910 | 1921 | 1926 | 1931 | 1936 | 1946 | 1954 |
| ---- | ---- | ---- | ---- | ---- | ---- | ---- | ---- | ---- |
| 332  | 335  | 323  | 337  | 373  | 355  | 351  | 377  | 327  |

| 1962 | 1968 | 1975 | 1982 | 1990 | 1999 | 2005 | 2006 | 2010 |
| ---- | ---- | ---- | ---- | ---- | ---- | ---- | ---- | ---- |
| 283  | 326  | 363  | 368  | 460  | 532  | 599  | 598  | 587  |

| 2015 | 2020 | 2022 | - | - | - | - | - | - |
| ---- | ---- | ---- | - | - | - | - | - | - |
| 645  | 617  | 612  | - | - | - | - | - | - |

## Lieux et monuments
- Église Saint-Arbogast.
- Chapelle du XIXe siècle : la chapelle de style néo-roman se trouvant à Ittenwiller avait été construite par les comtes d'Andlau. Elle est entourée d'un petit cimetière privé dans lequel on remarque plusieurs pierres tombales.
- Château d'Ittenwiller, qui a appartenu à Ignace Pleyel.
- Puits.
- Pont de 1736.
- Brasserie La Saint-Pierre.

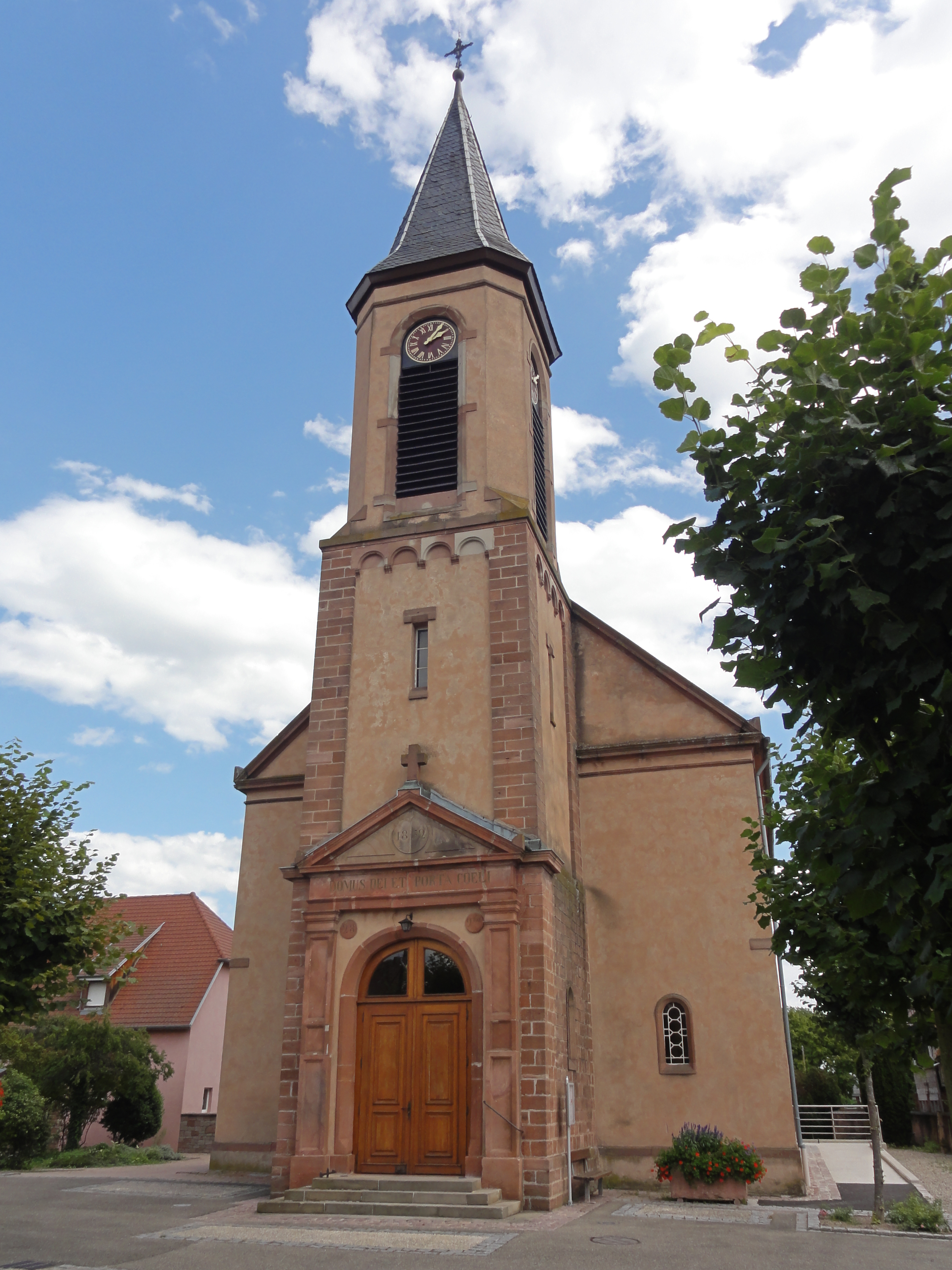
Église Saint-Arbogast (1852).
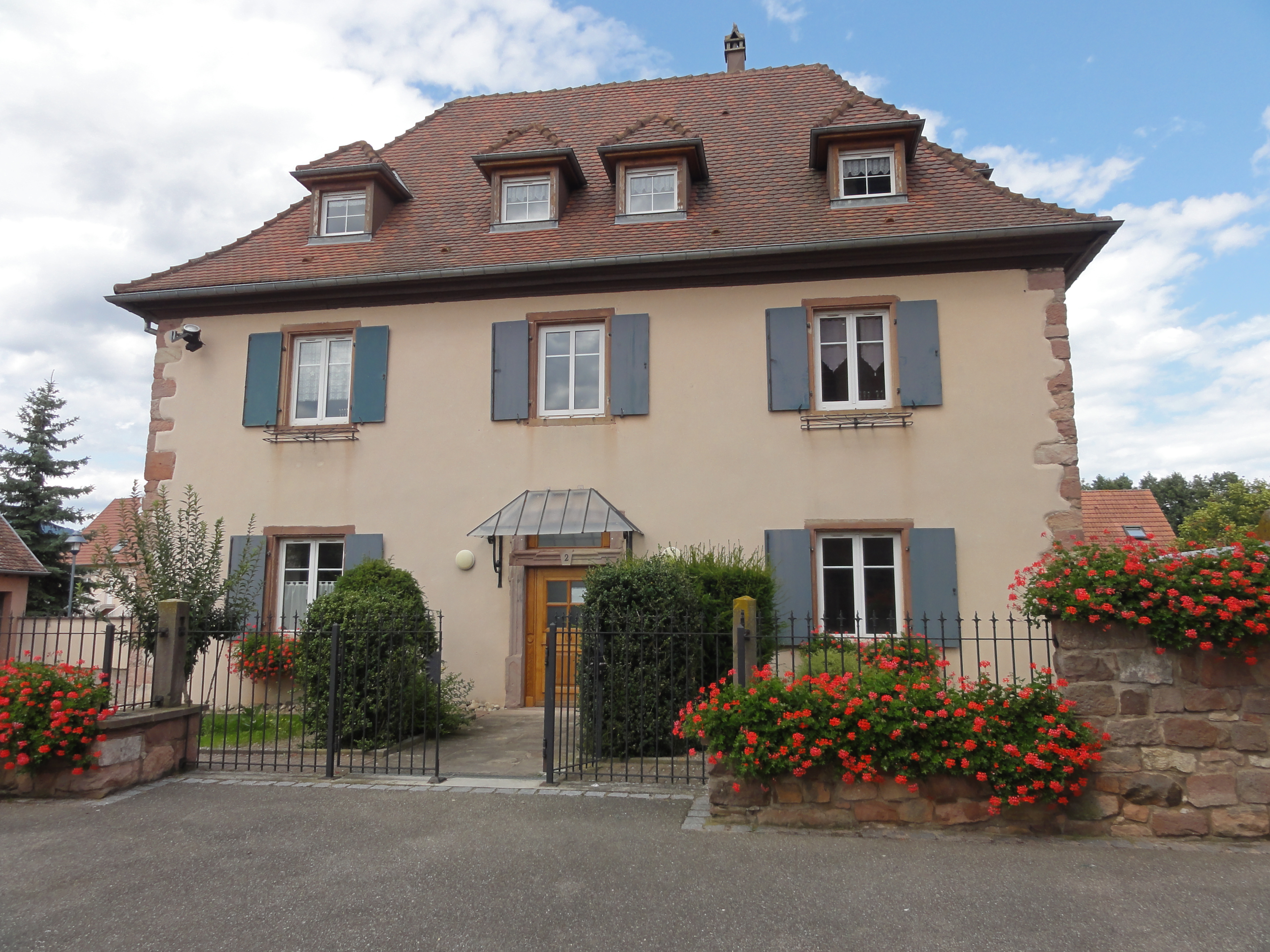
Presbytère (XVIIIe).
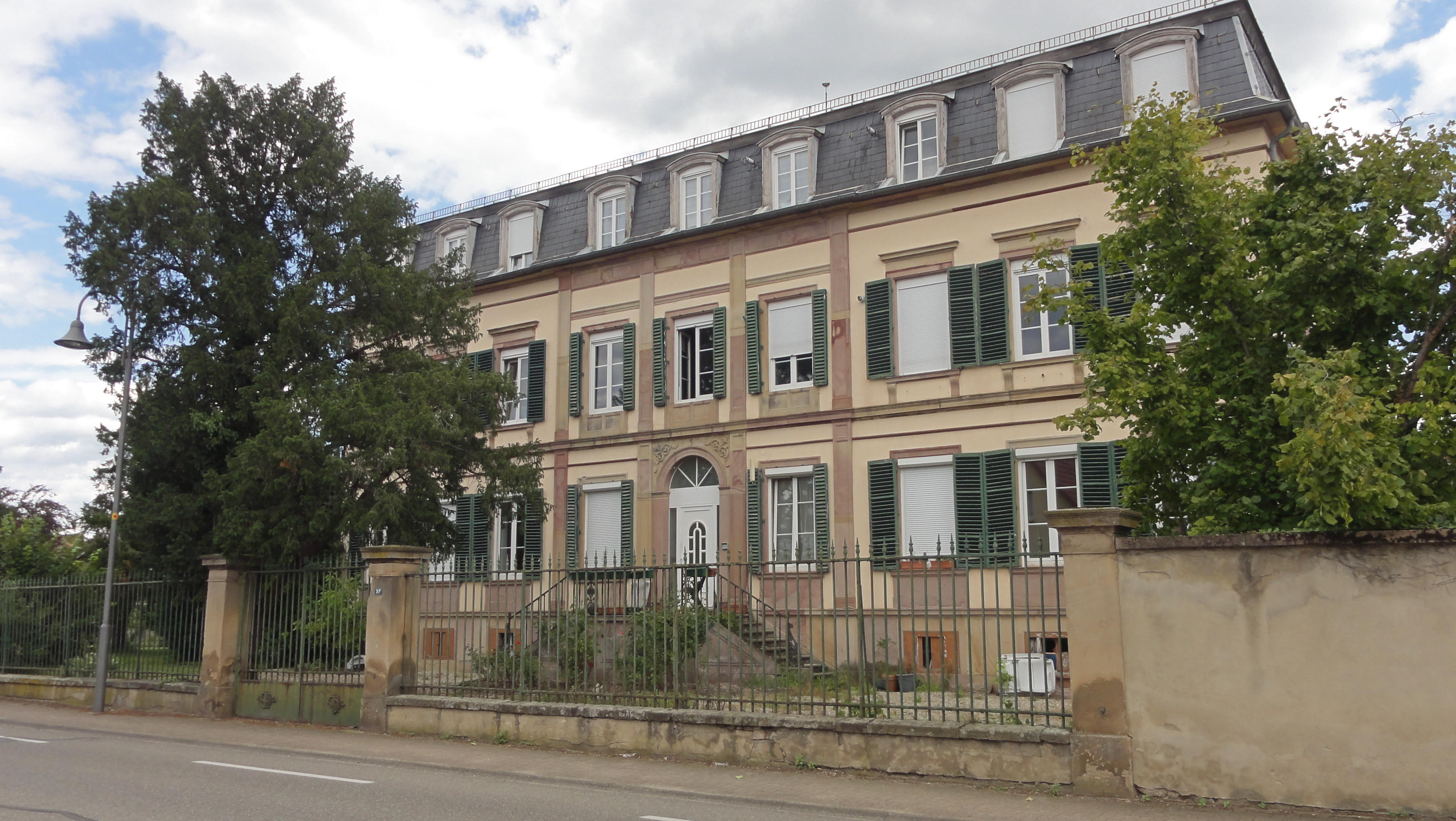
Maison de maître dite la Roseraie (XIXe), 37 route Nationale.
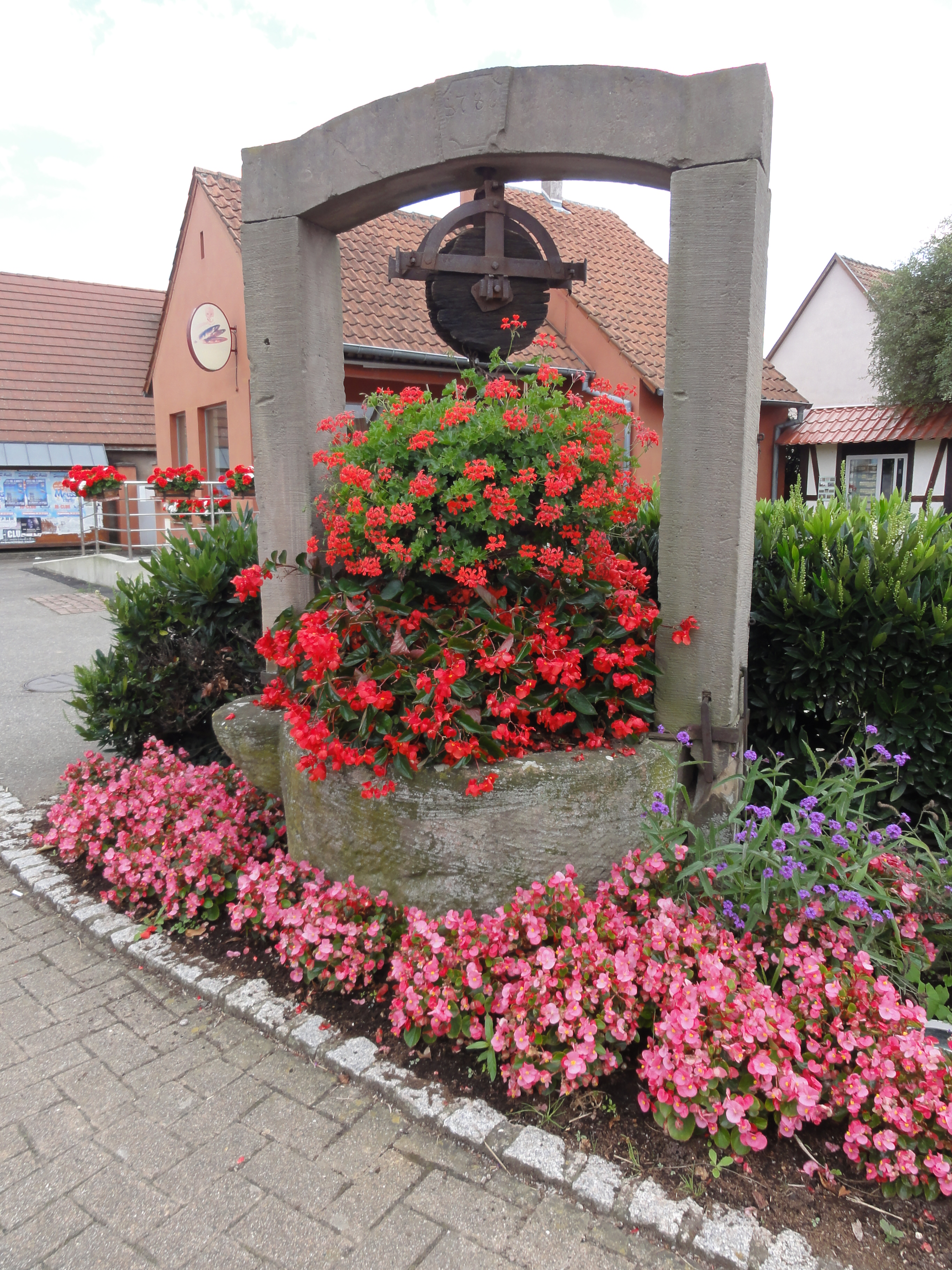
Puits de 1786.
La brasserie « La Saint-Pierre ».

## Personnalités liées à la commune
- Claude Fiefel (1924-2018), résistant et agent de renseignement français, y est mort.